# Microula longituba
Microula longituba är en strävbladig växtart som beskrevs av Wen Tsai Wang. Microula longituba ingår i släktet Microula och familjen strävbladiga växter. Inga underarter finns listade i Catalogue of Life.